# 66è Exèrcit (Unió Soviètica)
El 66è Exèrcit va ser un exèrcit soviètic, que lluità durant la Gran Guerra Patriòtica.

## Història
El 27 d'agost de 1942 es formà el 66è Exèrcit a partir de la 8a Reserva de l'Exèrcit de la Stavka. Inicialment estava format per les divisions d'infanteria 49a, 49a, 64a, 120a, 231a, 299a i 316a, les brigades de tancs 10a, 69a, 148a i 246a.
El 30 de setembre de 1942, el 66è Exèrcit va ser inclòs al front de Stalingrad, participant en la batalla de Stalingrad.
Entre setembre i octubre de 1942, conjuntament amb els exèrcits 24è i 1r de la Guàrdia, llançà diverses ofensives contra els alemanys, atacant a través del Volga al nord de Stalingrad. Participà en el front que immobilitzà el 6è Exèrcit alemany a Stalingrad.
Durant la contraofensiva a Stalingrad, les tropes del 66è Exèrcit avançaren en la direcció de l'eix principal del front del Don i, el 24 de novembre de 1942, enllaçaren amb les del 62è Exèrcit, tancant el setge. Entre gener i febrer de 1943 participà en la liquidació del setge.
Després del final de la batalla de Stalingrad, el 6 de febrer de 1943, passà a formar part d'una força de reserva, sota el comandament del tinent general Kuzmà Trúbnikov. El 13 de març de 1943 va ser transferit al Front de Reserva, i el 15 d'abril, al Districte Militar de l'Estepa.
El 5 de maig de 1943 el 66è Exèrcit es convertí en el 5è Exèrcit de la Guàrdia.

## Comandants
- Tinent general Rodion Malinovski (27 d'agost de 1942 – 8 d'octubre de 1942)
- Major general Aleksei Jàdov (8 d'octubre de 1942 – abril de 1943)

Membre del consell militar
- Coronel Abram Moiseevitx Krivulin

Caps de l'Estat Major
- Coronel Gueorgui Voronin (agost de 1942)
- Major general Teodosi Korjenevitx (agost de 1942 – març de 1943)
- General Nikolai Ljamin (març – abril de 1943)